# Johan Silfvercrantz
Johan Silfvercrantz (före adlandet Hyltén), född 26 juni 1645 i Småland, död 1 februari 1717 i Stockholm, var en svensk ämbetsman.
Johan Silfvercrantz var son till kyrkoherden Andreas Jonæ Hyltenius. Som prästson fick han en lärd uppfostran och studerade bland annat vid Åbo akademi. Han inträdde 1669 i Kommerskollegium men övergick 1670 till Kammarkollegium, där han på prov antogs som biträde åt advokatfiskalen. 1674 blev han advokatfiskal och 1677 tillika extraordinarie assessor i Kammarrevisionen. Med reduktions- och räfstetidens början 1680 var en snabb karriär säkrad för en man med Silfvercrantz fiskaliska meriter. Han blev 1681 kunglig åklagare inför den på riksdagen 1680 tillsatta Kammarkommissionen, vars uppgift var att granska Kammarkollegiets förvaltning under förmyndartiden. Som sådan hade han bland annat att utreda de omfattande mål, som rörde Avesta bruks participanter och Joel Gripenstiernas ekonomiska mellanhavanden med kronan. Sitt aktorat inför kommissionen avslutade Silfvercrantz först 1693, då han ingav en utförlig berättelse, vilken nu tycks vara förlorad. Silfvercrantz adlades 1682. Han blev 1685 assessor i Kammarrevisionen och 1690 dess direktör. 1685–1717 var han ledamot av Likvidationskommissionen. Vid föredragningen av ett besvärsmål från Kammarrevisionen i december 16969 råkade Silfvercrantz ut för Karl XI:s häftiga vrede och beskylldes för "fule steck" och ett "rumt samvete". Han blev 1705 kammarråd och deltog som sådan bland annat i kommersärendenas handläggning intill Kommerskollegiets omorganisation 1711.